# گائو هونگ (بازیکن فوتبال)
گائو هونگ (انگلیسی: Gao Hong؛ زادهٔ ۲۷ نوامبر ۱۹۶۷) بازیکن فوتبال زن اهل چین بود.پست وی دروازه‌بان بود.
از باشگاه‌هایی که در آن بازی کرده‌است می‌توان به نیویورک پاور اشاره کرد.